# Samugheo
Samugheo település Olaszországban, Szardínia régióban, Oristano megyében. Lakosainak száma 2757 fő (2023. január 1.). Samugheo Allai, Busachi, Laconi, Meana Sardo, Ruinas, Sorgono, Asuni, Ortueri és Atzara községekkel határos.

## Népesség
A település lakossága az elmúlt években az alábbi módon változott:
| Lakosok száma | 3031 | 3018 | 2757 |
|               | 2017 | 2018 | 2023 |